# Adelheid Günther
Adelheid Günther (12. Juli 1834 in (Thorn, Westpreußen) Toruń – 18. Oktober 1865 in Teplice) war eine deutsche Konzert- und Opernsängerin (Mezzosopran/Alt) und Theaterschauspielerin.

## Leben
Adelheid Günther erhielt Gesangsunterricht bei Caroline Caspari und Carl Friedrich Rungenhagen in Berlin. Ab 1850 war sie Mitglied der Berliner Singakademie, nahm gleichzeitig aber auch Unterricht bei Theodor Hahn an der Königlichen Theaterschule. Sie strat zunächst als Konzertsängerin auf und debütierte später als Opernsängerin 1852 in Neisse (Schlesien) als „Romeo“ in Lucretia Borgia. Ihr Stimmumfang muss relativ groß gewesen sein, ein Rezensent urteilte 1857 über ein Gastspiel in Magdeburg: „Im ‚Barbier von Sevilla‘ gastirt Frl. Adelheid Günther (Schülerin des K. Musik-Directors Hahn in Berlin) vom K. K. ständischen Theater in Prag als Rosine. Sie sang ihre Parthie ganz vorzüglich. Ihr weiches, dehnsames, für Resitativ und Getragenes gleich ergiebiges Organ, das in den höheren Tonarten flötenartig, überhaupt aber sehr leicht anspricht, zeigt bis zu den tiefsten Tönen herab Wohllaut, Fülle und Kraft. Aus welcher tüchtigen Gesangschule sie hervorgegangen ist, bewies sie beim Triller und in der Coloratur überhaupt. Die eingelegte Cavatine im zweiten Acte trug sie mit viel Geschmack vor. Wir haben somit alle Ursache, sie als eine jetzt schon sehr vorzügliche Sängerin zu betrachten, die sich gewiss später den Namen besten Klanges anreihen wird. Bei der Aufführung wurde ihr reichliche Beifall und Hervorruf zu Theil. Im Spiel war sie ungekünstelt, voll natürlicher Einfachheit und eine überaus vortheilhafte Persönlichkeit.“
Es folgten Engagements in Danzig, Köln, Prag, Breslau (1857–1861) und Rotterdam (Deutsche Oper, 1861–1863) und Gastspiele in weiteren Städten. 1863 wechselte sie ans Hoftheater Detmold, wo sie nun als Schauspielerin auftrat, denn ihre Stimme war aufgrund eines Halsleidens, nach vorhergegangenem Unterricht bei Marie Frey in Prag, angegriffen. Adelheid Günther, die zuvor als Opernsängerin als „Fidelio“, „Ortrud“, „Fides“, „Agathe“, „Pamina“ etc. Erfolge erzielte, begeisterte nun das Publikum als Schauspielerin (also in Sprechrollen) als „Lady Milford“, „Eboli“, „Terzky“, „Orsina“ oder etwa „Maria Stuart“.
Ihr letztes Engagement war ab 1864 in Düsseldorf, wo sie zuletzt als „Elisabeth“ im Tannhäuser auftrat. Sie verstarb nach längerer Krankheit, vermutlich an der Zuckerkrankheit, am 18. Oktober 1865 in dem Kurort Teplitz.